# Contea di Sansui
La contea di Sansui (三穗县S, Sānsuì XiànP) è una contea della Cina, situata nella provincia del Guizhou e amministrata dalla prefettura autonoma miao e dong di Qiandongnan.